# Cirurgião-africano
O cirurgião-africano (Acanthurus monroviae), também conhecido como cirurgião-de-monrovia, cirurgião-macaronésio e cirurgião-aquiles-do-atlântico, é uma espécie de cirurgião do gênero Acanthurus, sendo encontrado em águas tropicais do Atlântico oriental e da costa oeste africana.

## Taxonomia
Foi descrito em 1876, pelo zoologista e ictiologista austríaco Franz Steindachner (Steindachner). A etimologia de "Acanthurus" vem do grego akantha, que significa espinho, e oura, cauda. Monroviae vem fazendo referência à sua localidade tipo, a Monrovia, capital da Libéria.

## Aparência

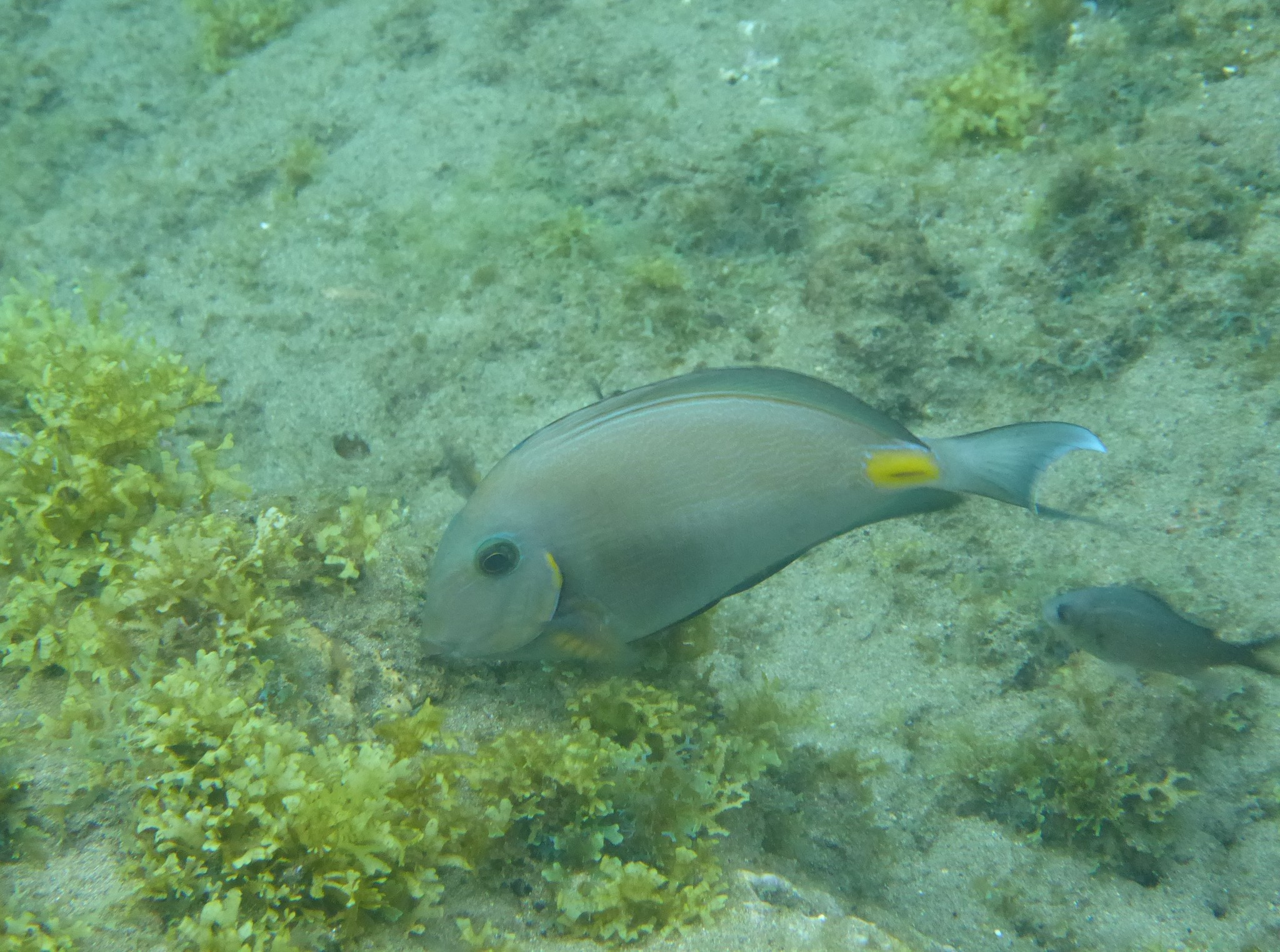
Exemplar em São Tomé e Príncipe.

Um pequeno peixe de corpo oval achatado, que mede entre entre 38 cm a 45 cm. Possui um espinho com contorno amarelo próximo da cauda (igual ao cirurgião-aquiles (Acanthurus acuilles), característica principal dos peixes-cirurgião (Acanthuridae). Sua coloração varia do preto ao castanho escuro e claro, sua cauda é clara com pequenos contornos em azul. Os jovens são marrons claro com pintas laranjadas no corpo, seguido pelo grande contorno amarelo do espinho próximo a cauda.

## Biologia
O espinho próximo da cauda, usam como defesa, assim como os outros cirurgiões. Vivem em recifes e costões de águas quentes e rasas. Costumam a beliscar rochas, corais e cascos de tartarugas em busca de alimento, como algas e parasitas.

## Distribuição
São nativos do Atlântico oriental, na costa oeste da África, dos Marrocos a Angola, incluindo as ilhas da Macaronésia e do Golfo da Guiné.

Recentemente, foram avistados exemplares solitários no Mediterrâneo, na Laje de Santos e no Arquipélago de São Pedro e São Paulo, Brasil, não se sabe ao certo como foram parar nessas regiões, mas no caso de São Pedro e São Paulo, está localizado no Atlântico central, um pouco próximo de algumas ilhas do Golfo da Guiné e de Fernando de Noronha, ou seja, os alevinos desta espécie podem ter migrado para o arquipélago e logo após, para águas costeiras da região sudeste do Brasil. Em Noronha, não foram avistados exemplares, apenas no sudeste, pode ser por causa da temperatura da água e do clima, que a espécie não conseguiu se fixar nessa região. Não apresentam nenhum impacto negativo ambiental na fauna e flora local.

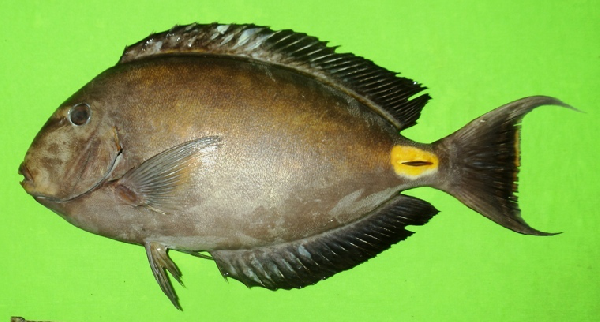

## Usos humanos
Em países africanos e macaronésios, são consumidos, sendo comum de encontrar em peixarias locais. Raramente são importados para o comércio de aquários, assim como outras espécies do oeste africano